# USS LST-213
O USS LST-213 foi um navio de guerra norte-americano da classe LST que operou durante a Segunda Guerra Mundial.